# Meámbar (ort)
Meámbar är en ort i Honduras.   Den ligger i departementet Departamento de Comayagua, i den västra delen av landet, 100 km nordväst om huvudstaden Tegucigalpa. Meámbar ligger 416 meter över havet och antalet invånare är 902.
Terrängen runt Meámbar är huvudsakligen lite bergig. Meámbar ligger nere i en dal. Runt Meámbar är det ganska tätbefolkat, med 54 invånare per kvadratkilometer. Närmaste större samhälle är Las Lajas, 1,8 km öster om Meámbar.  